# Sjalot
De sjalot (Allium ascalonicum) is een plant uit de narcisfamilie (Amaryllidaceae). Er zijn verschillende soorten sjalotten waarvan de bollen diverse vormen (rond of langwerpig) en kleuren (van bruin tot grijs) hebben. In tegenstelling tot de ui vormt de sjalot trossen van knolletjes, net als knoflook. Daarnaast plant ze zich via ondergrondse wortelscheuten voort.
Op het noordelijk halfrond worden de scheuten meestal geplant in september of oktober, maar de hoofdplant mag pas vanaf februari of maart geplant worden. Sjalotjes hebben een iets verfijndere smaak dan uien en zijn beter verteerbaar. Nog meer dan uien irriteert de sjalot de ogen bij het schoonmaken en snijden.

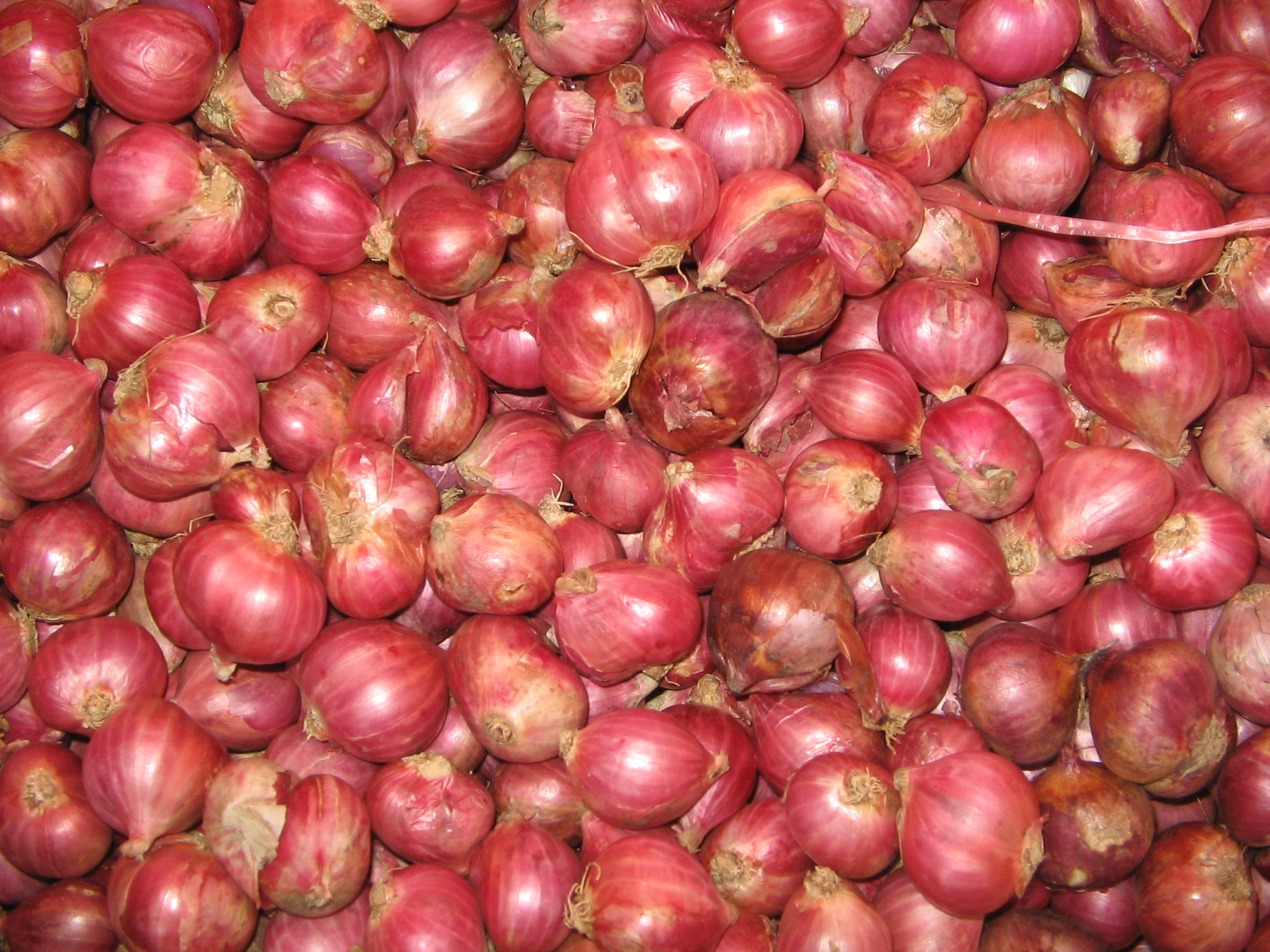
Sjalotten
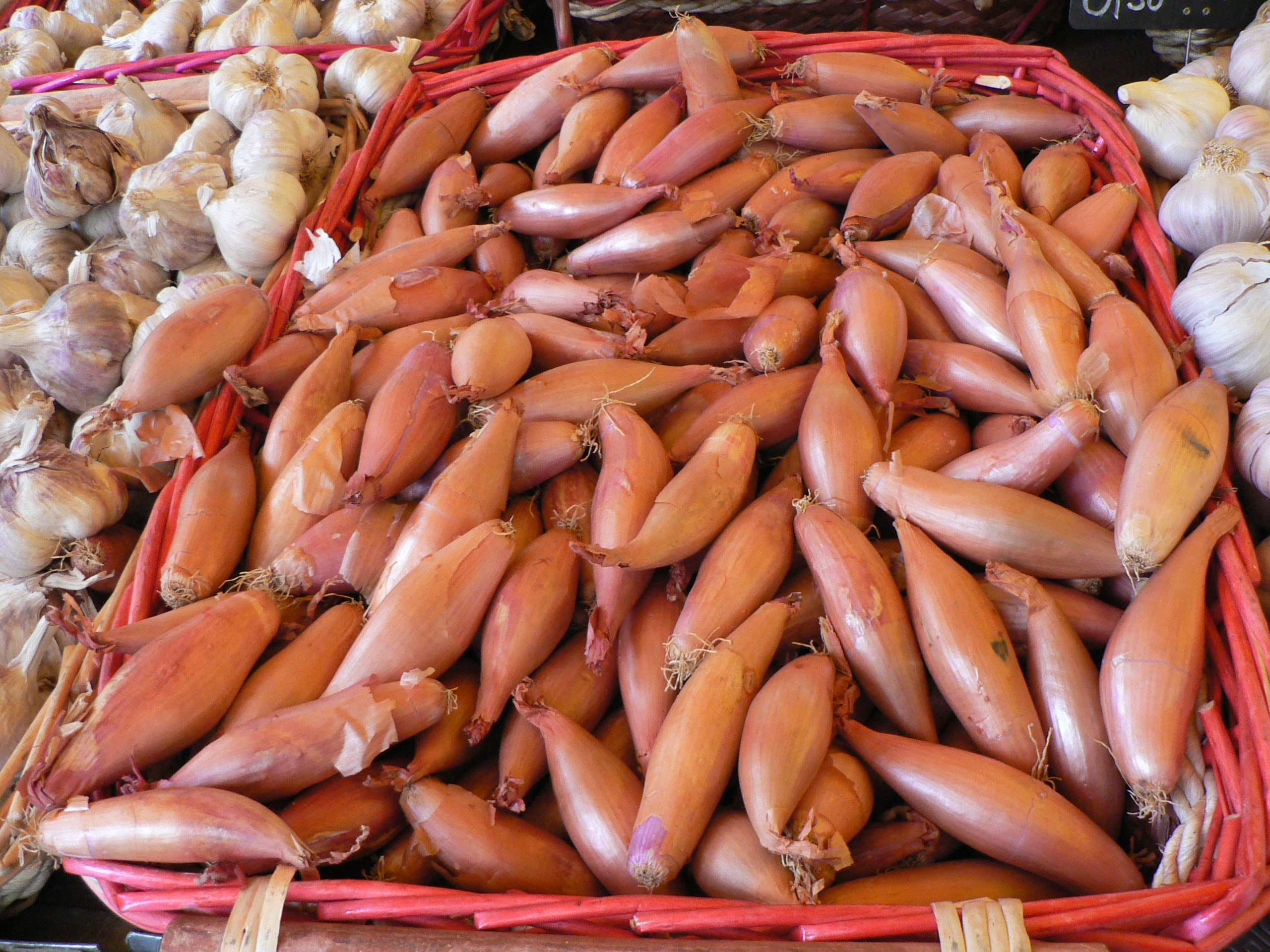
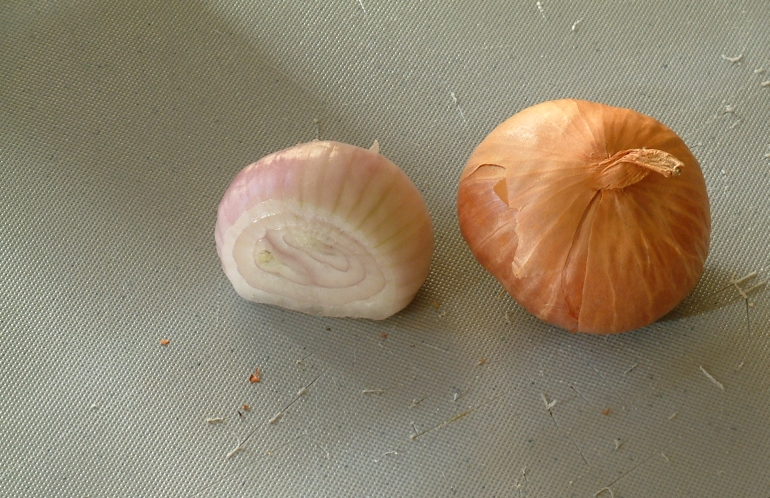
Gesneden en gepelde sjalot

... · 
A. altaicum · 
A. ampeloprasum (prei) · 
A. ascalonicum (sjalot) · 
A. carinatum (berglook) · 
A. cepa (ui) · 
A. fistulosum (grof bieslook) · 
A. fistulosum var. bulbifera (sint-jansui) · 
A. fistulosum var. giganteum (stengelui) ·
A. karataviense · 
A. oleraceum (moeslook) · 
A. oschaninii (eslook) · 
A. paradoxum (armbloemig look) · 
A. rotundum (ronde look) · 
A. sativum (knoflook) · 
A. schoenoprasum (bieslook) · 
A. scorodoprasum (slangenlook) · 
A. sphaerocephalon (kogellook) · 
A. tricoccum · 
A. triquetrum (driekantig look) · 
A. tuberosum (Chinese bieslook) · 
A. ursinum (daslook) · 
A. vineale (kraailook) · 
A. zebdanense (bochtig look) ·
...